# Стари гвоздени мост на реци Градац у Ваљеву
Стари гвоздени мост на реци Градац у Ваљеву је грађевина која је саграђена 1928. године. С обзиром да представља значајну историјску грађевину, проглашена је непокретним културним добром Републике Србије. Налази се у Ваљеву, под заштитом је Завода за заштиту споменика културе Ваљево.

## Историја
Мост је подигнут 1928. године на реци Градац и повезује завршетак улице Кнеза Михаила са почетком пута Ваљево—Ужице, на месту некадашњег дрвеног моста. Добијен је као ратна одштета после Првог светског рата од поражене Немачке за уништена добра у Краљевини Југославији. Мост је допремљен у деловима из Немачке где је пројектован, монтирала га је немачка фирма. Припада типу „решеткастих” мостова, димензија 51,3×14,5 метара. Састоји се из два дела: доње конструкције која преноси оптерећење на тло и горње конструкције која преноси колско и властиту тежину на стубове.
Горња конструкција се састоји од гвоздених решеткастих профила и колске конструкције изведене од комбинације гвоздене конструкције и бетонске плоче преко које је постављена камена коцка, а у најновије време асфалт. Овај споменик културе је једини сачувани гвоздени мост реализован између два светска рата у Ваљеву и представља јединствен пример техничке културе како због специфичног инжењерског решења, конструктивно статичког система и техничких карактеристика тако и због историјског значаја.
У централни регистар је уписан 21. јануара 2015. под бројем СК 2168, а у регистар Завода за заштиту споменика културе Ваљево 25. децембра 2014. под бројем СК 211.